# Statue von Hans Christian Andersen (Kongens Have)

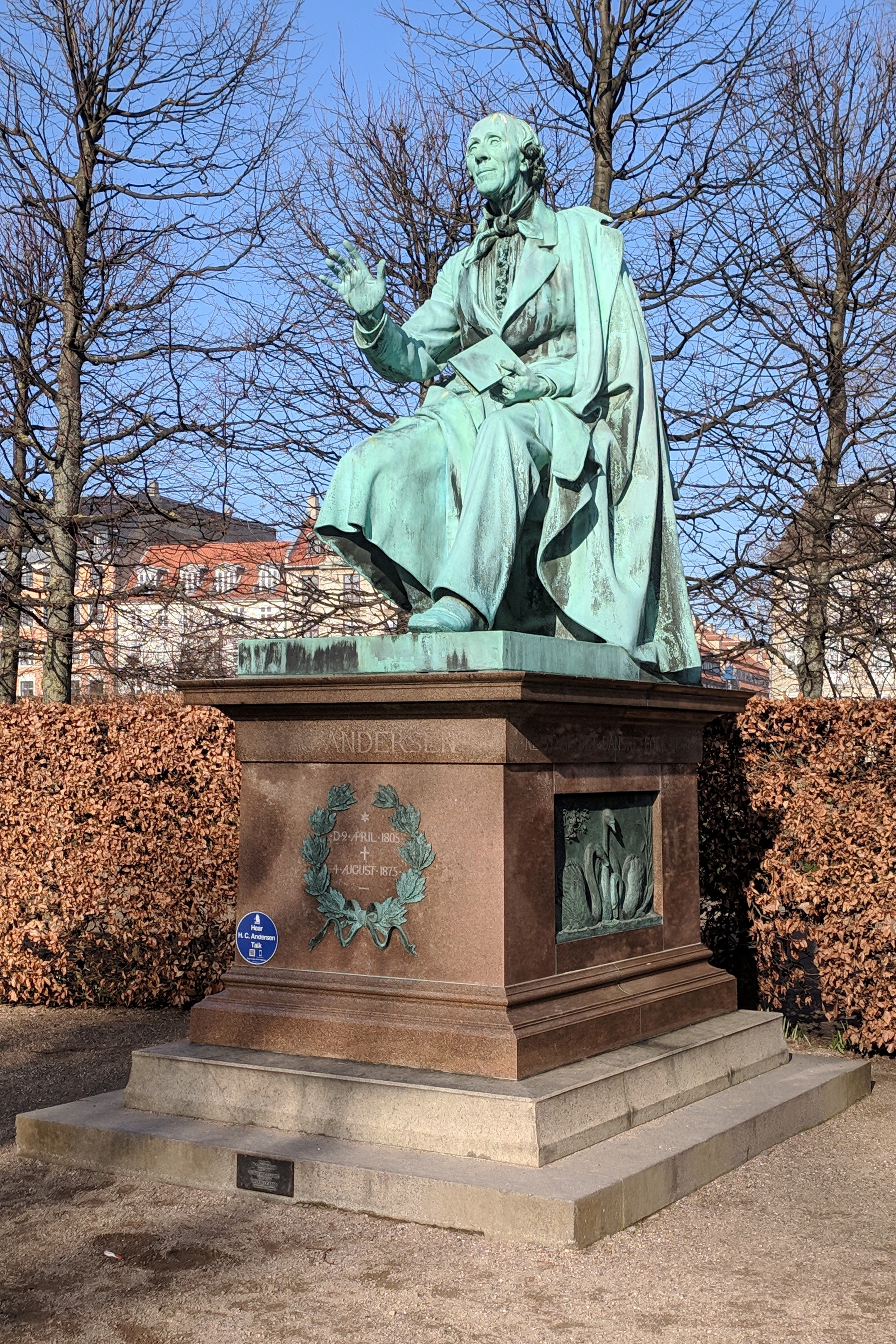
Denkmal für Hans Christian Andersen

Die Statue von Hans Christian Andersen im Kongens Have in Kopenhagen ist eine Bronzestatue des dänischen Künstlers August Saabye.

## Geschichte
Im Dezember 1874 wurde erstmals vorgeschlagen, in Kopenhagen ein Hans-Christian-Andersen-Denkmal zu errichten, um den 70. Geburtstag des Schriftstellers am 2. April 1875 zu feiern. Es wurde ein Komitee gegründet und angekündigt, dass das Denkmal zu seinem 70. Geburtstag im Rosenborggarten aufgestellt werden sollte. Es wurde beschlossen, einen Gestaltungswettbewerb auszuschreiben. 10 Künstler reichten insgesamt 16 Vorschläge für den Wettbewerb ein. August Saabye, Theobald Stein, Otto Evens und Lauritz Prior kamen in die zweite und letzte Runde des Wettbewerbs. Die anderen Künstler, die an dem Wettbewerb teilnahmen, waren Louis Hasselriis, Cathinka Jenny Helene Kondrup, Peter Petersen, Christian Deichmann, Thielemann, Chr. Freund und Secher Malthe.
Die Idee, neben Hans Christian Andersen auch zuhörende Kinder in die Statue zu integrieren, rief bei Andersen ein Gefühl der Beleidigung hervor, denn er – der in Wirklichkeit weit weniger ein Freund von Kindern war, als er sich das vorstellte – empfand es als eine halbe Beleidigung, wenn man ihm sagte, sein Werk sei im Grunde nur Poesie für Kinder. Das Komitee wählte schließlich den Vorschlag von Saabye als Sieger aus.
Neben Saabye arbeitete auch der Bronzegießer Holm an der Statue. Die Legierung des Metalls war genau die gleiche wie bei dem Reiterstandbild von Friedrich V. in Amalienborg, nämlich 10 Teile Zink, 4 Teile Zinn, 0,5 Teile Blei und 100 Teile Kupfer; so hat man eine Bronze erhalten, deren Oberfläche eine gute Dichte aufweist, und man hofft, dass diese Statue dadurch eine bessere, grünlichere Patina erhält, als dies bei einer Reihe von Gussstücken der letzten Zeit der Fall war, die zu sehr grauschwarz geworden sind.
Das Denkmal wurde am 26. Juni 1880 in Anwesenheit der königlichen Familie, zahlreicher, zahlreicher Prominenter und n und vieler Zuschauer enthüllt und der Gemeinde Kopenhagen übergeben, die es übernahm. Die Statue kostete 27.000 Kronen, die durch Spenden aufgebracht wurden.

## Beschreibung
Die sitzende Statue ist vom Sockel bis zum Eis etwa 6 Fuß 10 Zoll hoch; sie ruht auf einem rotbraunen, polierten, behauenen Granitblock von etwa sechseinhalb Fuß Höhe, und dieses Fußteil steht auf einem niedrigen Sockel aus unpoliertem Granit.
Die Statue zeigt Andersen in einer lebendigen Erzählhaltung sitzend, in der linken Hand hält er das Buch, aus dem er gelesen hat, und er hält seine Finger zwischen dessen Blätter, aber er setzt die Geschichte durch freies Erzählen fort, was sowohl durch den charakteristischen zurückgebogenen Kopf, durch den sprechenden Gesichtsausdruck als auch durch den nach vorne erhobenen rechten Arm und die Hand, mit deren Bewegung das Abenteuer offensichtlich weiter illustriert wird, deutlich gemacht wird.
Auf dem Sockel steht „H.C. Andersen“, darunter das Geburtsdatum des Dichters, 2. April 1805, und sein Todesdatum, 4. August 1875, umrahmt von einem Lorbeerkranz. Auf der rechten Seite des Sockels, von der Statue aus gesehen, befindet sich ein Flachrelief mit einem Motiv aus „Die Störche“: ein fliegender Storch, der das ungeborene Kind aus dem geheimnisvollen See des Lebens holt, und darüber die Inschrift „Erinnerung an den Erzähler“. Auf der gegenüberliegenden Seite des Steins befindet sich ein Relief mit dem Motiv „Das hässliche Entlein“: Die älteren Schwäne grüßen und huldigen dem neuen, und darüber steht „Errichtet vom dänischen Volk“.